# Australaria
Australaria is een geslacht van weekdieren uit de klasse van de Gastropoda (slakken).

## Soorten
- Australaria australasia (Perry, 1811)
- Australaria bakeri (Gatliff & Gabriel, 1912)
- Australaria coronata (Lamarck, 1822)
- Australaria eucla (Cotton, 1953)
- Australaria fusiformis (Kiener, 1840)
- Australaria tenuitesta Snyder, Vermeij & Lyons, 2012